# Puszcza Goleniowska

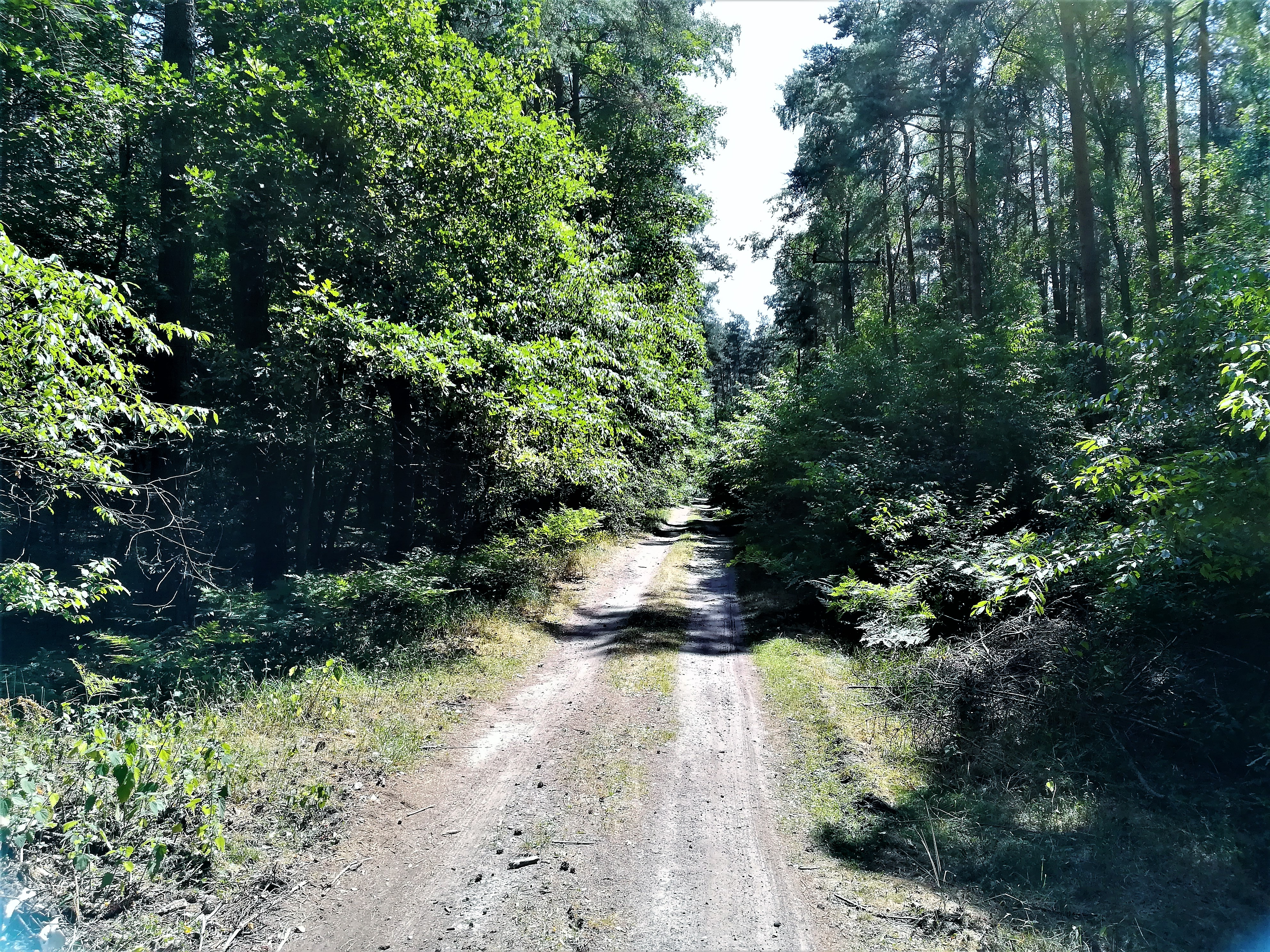
Puszcza Goleniowska w okolicach Klinisk

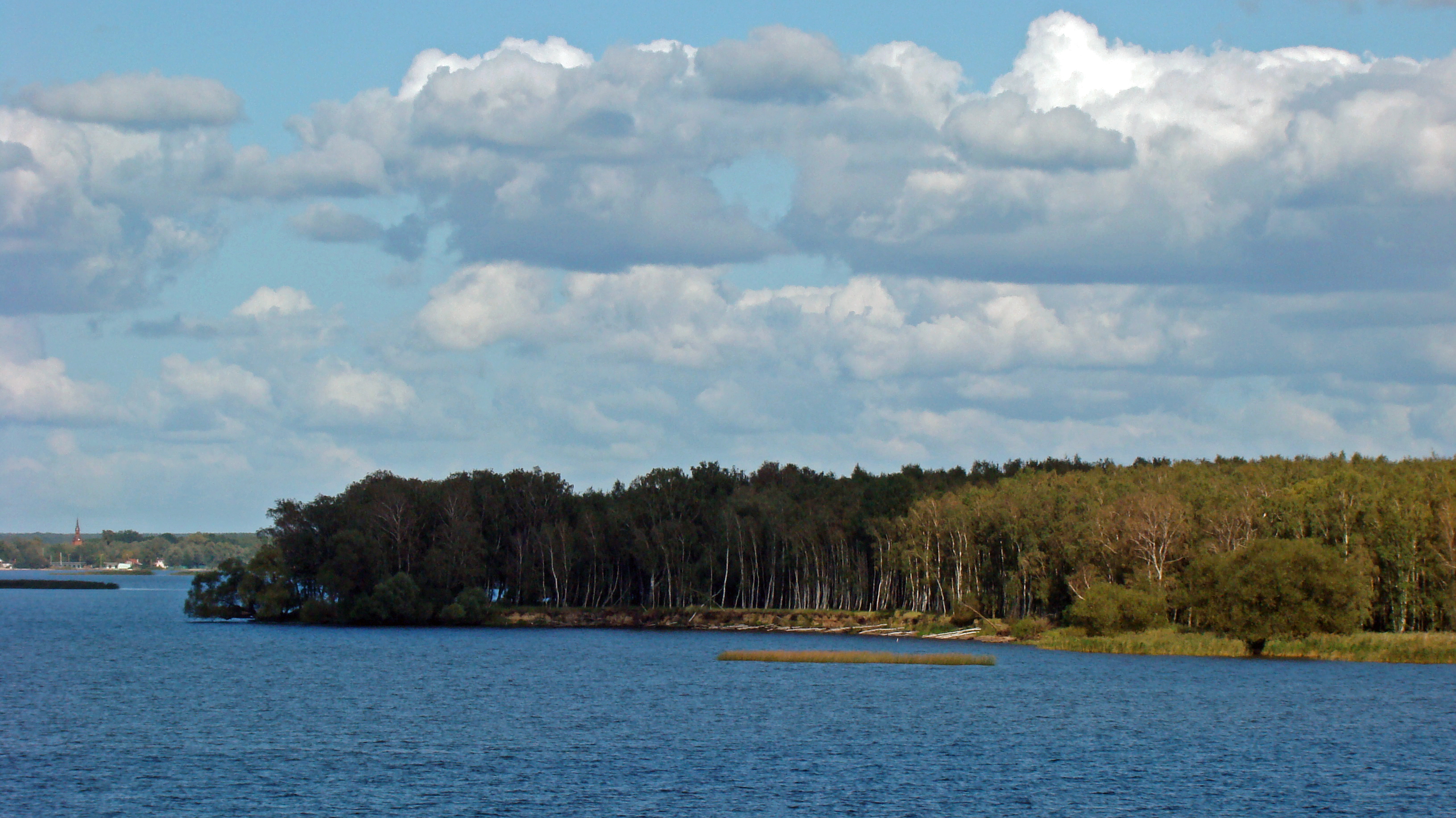
Rezerwat przyrody Olszanka, północno-zachodnia część puszczy, w tle Stepnica

Puszcza Goleniowska (do 1945 niem. Gollnower Heide) – zwarty kompleks leśny o powierzchni ok. 630 km², położony na Równinie Goleniowskiej, na wschód od jeziora Dąbie i Zalewu Szczecińskiego. Leży głównie na terenie powiatu goleniowskiego; obrzeża należą do powiatów: kamieńskiego, stargardzkiego oraz miasta Szczecina. 

## Obszary cenne przyrodniczo
Obszary najcenniejsze wydzielono i poddano ochronie z uwagi na rzadkość występujących tu gatunków fauny i flory: 
- Zespół Przyrodniczo-Krajobrazowy „Przybiernowskie Cisy” (gmina Przybiernów)
- Zespół Przyrodniczo-Krajobrazowy „Sarni Las” (gmina Nowogard)
- rezerwat przyrody „Czarnocin” (gmina Stepnica)
- rezerwat przyrody „Białodrzew Kopicki” (gmina Stepnica)
- Rezerwat przyrody „Olszanka” (gmina Stepnica)
- Rezerwat przyrody „Krzywicki Mszar” (gmina Osina)
- Rezerwat przyrody „Wrzosiec” (gmina Osina)
- Rezerwat przyrody „Uroczysko Święta” (gmina Goleniów)
- Rezerwat przyrody „Wilcze Uroczysko” (gmina Goleniów) – zlikwidowany 24 października 2006, wszedł w skład rezerwatu przyrody Olszanka[1]
- Rezerwat przyrody „Cisy Rokickie im. prof. Stanisława Króla” (gmina Przybiernów)
- Rezerwat przyrody „Wiejkowski Las” (gmina Przybiernów)

Oprócz wymienionych form ochrony przyrody, Puszcza objęta jest ochroną w formie dwóch obszarów Natura 2000 „Puszcza Goleniowska” (obszar ptasi) i „Ostoja Goleniowska” (obszar siedliskowy).

## Historia
Nazwa Puszczy ma średniowieczny rodowód i pochodzi od leżącego w jej sercu Goleniowa. Po raz pierwszy wzmiankowana w 1349 jako tereny łowieckie książąt Pomorza Zachodniego.
W 2. połowie XVIII wieku wraz z rozwojem osadnictwa tereny Puszczy znacznie przetrzebiono.
Część południowa (Nadleśnictwo Kliniska) weszła w 1996 r. w skład Leśnego Kompleksu Promocyjnego „Puszcze Szczecińskie”.
Część centralna Puszczy jest w zarządzie Nadleśnictwa Goleniów, część północna – Nadleśnictwa Rokita, a część wschodnia – Nadleśnictwa Nowogard.

## Flora i fauna
80% obszaru Puszczy zajmują lasy iglaste (77% – sosna, 3% – wprowadzony sztucznie w XIX w. świerk). Pozostałe 20% stanowią drzewa liściaste – głównie buk i olsza czarna, będące podstawowym gatunkiem w środowisku bagiennym. W położonych najniżej miejscach podmokłych występują zbiorowiska łęgowe, nieco wyżej rosną podmokłe lasy olszynowe przechodzące w typowy bór bagienny.
Oprócz przeważających tutaj drzew iglastych oraz buków i olszy czarnej, występują również następujące gatunki drzew: brzoza, dąb, jesion, jawor, wiąz, klon, wierzba i topola. W zależności od podłoża można tutaj spotkać krzewy takie jak: czeremcha, jarzębina, leszczyna, głóg, malina, jeżyna, kalina i inne. W Kliniskach Wielkich rośnie 450-letnia lipa „Anna”, pod którą, według legend, odpoczywała księżna pomorska, żona Bogusława X – Anna Jagiellonka.
Faunę reprezentują przede wszystkim: sarna, dzik, bielik, kruk, myszołów zwyczajny, żuraw zwyczajny, kania ruda. Okazjonalnie występuje wilk szary i łoś.

## Rzeki i jeziora
- Rzeki : Ina, Płonia, Gowienica, Wołczenica, Krępa, Grzybnica
- Jeziora : jezioro Ostrowo, Jezioro Przybiernowskie, jezioro Czarnogłowy, jezioro Piaski, Jezioro Szczucze, Jezioro Okonie

## Wzniesienia
- bezimienne wzgórze nad Jeziorem Przybiernowskim (53 m n.p.m.)
- Góra Jaźwinki (52 m n.p.m.) – koło Bodzęcina
- Kopice (44 m n.p.m.) – koło Borowika
- Góra z Wieżą (37 m n.p.m.) – punkt widokowy koło Zielonczyna
- Sibinka (34 m n.p.m.) koło Troszyna
- Trawna Góra (33 m n.p.m.) – koło Ostromic
- Góra Lotnika (31 m n.p.m.) – na południe od Goleniowa

## Miejscowości
Szczecin, Goleniów, Kobylanka, Stepnica, Przybiernów, Maszewo, Golczewo, Kliniska Wielkie, Rokita

## Szlaki turystyczne
- Szlak Rekowski
- Szlak przez Las Golczewski
- [proj.] (Goleniów - Kąty - Widzieńsko - Przybiernów - Troszyn)
- Szlak Anny Jagiellonki
- Szlak Borów Goleniowskich
- Szlak Stepnicko-Rokicki
- Szlak Doliny Niemicy
- [proj.] (Żarnowo - Przybiernów - Rokita)
- [proj.] (Goleniów - Zabrodzie - Bolechowo - Stawno - Danowo - Imno - Burowo - Bodzęcin - Niewiadowo - Łoźnica - Błotno - Unibórz - Golczewo)
- Leśny Szlak Golczewski
- [proj.] (Zdunowo - Sowno - Bolechowo - Podańsko - Goleniów - Żółwia Błoć - Niewiadowo - Łoźnica - Przybiernów - Wolin - Unin - Międzywodzie)
- Szlak przez Górę Dzwonów do Lipy Anna (Goleniów - Kliniska)
- [proj.] (Stepnica - Widzieńsko - Babigoszcz - Łoźnica)
- Szlak do króla puszczy i nad Dolinę Gowienicy (Goleniów - Imno - Burowo - Mosty - Podańsko - Goleniów)
- Miejski Szlak Golczewski
- Szlak do Królewskiego Źródełka, Piekielnej Doliny i kościółka w kratę (Goleniów - Zabrodzie - Podańsko - Goleniów)
- Międzynarodowy szlak rowerowy wokół Zalewu Szczecińskiego R-66 (Goleniów - Wolin)
- Szlak kajakowy „Meandry Iny”
- Szlak kajakowy „Gowienica”
- Szlak kajakowy „Płonia”